# Gute Geister
Gute Geister ist ein Roman der US-amerikanischen Schriftstellerin Kathryn Stockett, der 2009 unter dem Originaltitel The Help veröffentlicht worden ist. Der Roman handelt von afroamerikanischen Haushälterinnen, die in weißen Familien arbeiten. Der erfolgreiche Debütroman der Autorin ist in 35 Ländern erschienen und wurde 2011 erfolgreich verfilmt.

## Inhaltsangabe
Die Geschichte spielt in Jackson, Mississippi in den 1960er Jahren. Erzählt wird sie primär aus der Ich-Perspektive der drei Protagonistinnen Aibileen, Minny und Skeeter.
Die Afroamerikanerin Aibileen ist Haushälterin, besorgt bei verschiedenen weißen Familien den Haushalt und versorgt die Kinder der Familien. Ihre erste Stelle, die sie nach dem tödlichen Unfall ihres Sohnes Treelore übernimmt, führt sie ins Haus der Familie Leefolt. Dort kümmert sich Aibileen vor allem um die kleine Tochter Mae Mobley.
Aibileens streitlustige Freundin Minny, die sich hin und wieder mit ihren Arbeitgebern anlegt, wurde bereits aus ihrem 19. Arbeitsverhältnis gekündigt. Minnys letzte Arbeitgeberin war Mrs. Walters, Mutter von Hilly Holbrook. Hilly ist eine wichtige Person für das soziale Leben der Stadt Jackson, Vorsitzende der Junior League und Erzfeindin der drei Protagonistinnen.
Eugenia „Skeeter“ Phelan ist die Tochter einer bekannten und wohlhabenden Familie, die mehrere Baumwollfelder besitzt und auf den Feldern und im Haus mehrere afroamerikanische Angestellte beschäftigt. Skeeter hat gerade das College beendet und träumt davon, Schriftstellerin zu werden, ihre Mutter hingegen träumt davon, dass Skeeter heiratet.
Skeeter wundert sich über das plötzliche Verschwinden der Haushälterin Constantine, von der sie aufgezogen wurde und zu der sie eine enge Beziehung hat. Während Skeeter auf dem College war, schrieb Constantine ihr mehrere Briefe und in ihrem letzten Brief kündigte sie eine Überraschung zu Skeeters Rückkehr an. Skeeters Familie erzählt ihr später, dass Constantine zu ihrer Familie nach Chicago gezogen sei. Das möchte Skeeter nicht glauben und sie versucht, weitere Informationen über die Gründe von Constantines Verschwinden zu finden. Doch möchte niemand mit ihr über die ehemalige Hausangestellte reden.
Skeeter bemerkt, dass die afroamerikanischen Haushälterinnen anders als die weißen Hausangestellten behandelt werden. Sie entschließt sich, mit Hilfe der Herausgeberin Elaine Stein, ein Buch zu schreiben, in dem sie die soziale Lage und die Diskriminierung dieser Männer und Frauen aufzeigen will. Skeeter bemüht sich, mit den Haushälterinnen Kontakt aufzunehmen und deren Vertrauen zu gewinnen, um so authentische Informationen zu bekommen. Zusammen mit Aibileen und Minny beginnt Skeeter das Buch zu schreiben. Die drei Frauen kämpfen gegen den Rassismus und die Vorurteile in den Köpfen der Menschen von Mississippi.

## Figuren
- Eugenia „Skeeter“ Phelan

Skeeter kehrt nach Abschluss ihres Studiums an der University of Mississippi zurück in ihre Heimatstadt Jackson. Dort versucht sie einen Job und sich selbst zu finden. Dies führt dazu, dass sie die ungleiche Behandlung der afroamerikanischen Hausangestellten erkennt. Skeeter bewundert ihre Mutter und ihre Freundin Hilly und fürchtet aber auch sie zu enttäuschen. Sie geht ein hohes Risiko ein, entdeckt zu werden, als sie beginnt, das Buch über die Erfahrungen afroamerikanischer Haushälterinnen zu schreiben.
- Aibileen Clark

Aibileen ist die Haushälterin von Skeeters Freundin Elizabeth Leefolt. Sie ist eine ernste, schüchterne und nachdenkliche Person. Jede Nacht schreibt sie in einem Tagebuch ihre Gedanken und Gebete auf. Der Tod ihres Sohnes Treelore hat sie verbittert und motiviert sie, Skeeter bei ihrem Buch zu unterstützen. Das gemeinsame Ziel der beiden Frauen ist, den tiefsitzenden Rassismus in Mississippi zu überwinden.
- Minny Jackson

Minny ist Aibileens Freundin. Ihre scharfe Zunge brachten sie schon mehrmals in Schwierigkeiten und sie verlor dadurch auch schon einige Anstellungen. Nachdem sie ihre Anstellung bei Mrs. Walters, der Mutter von Hilly, verliert, verbreitet Hilly Gerüchte/Lügen darüber, dass Minny klauen würde, woraufhin sie keine neue Anstellung in Jackson findet. Celia Foote wird von Hilly ausgeschlossen, weil diese mit ihrem Exfreund verheiratet ist und Aibileen vermittelt Minny daraufhin eine Stelle bei Celia Foote. Minny ist verheiratet und erwartet ihr sechstes Kind.
- Hilly Holbrook

Sie ist seit Kindertagen mit Skeeter und Elizabeth befreundet und Präsidentin der Junior League in Jackson. Als sie und Skeeter an der University of Mississippi studierten, teilten sie sich ein Zimmer, bis Hilly auszieht, um zu heiraten. Hillys Mann kandidiert für einen Sitz im Senat und Hilly versucht durchzusetzen, dass alle Hausbesitzer ein separates Badezimmer für ihre afro-amerikanischen Hausangestellten einrichten. Hilly ist sehr rassistisch und unterdrückt ihre Freunde, damit diese sich ihrem Verhalten anschließen. So muss Elizabeth Aibileen feuern, weil Hilly es ihr sagt. 
- Celia Rae Foote

Sie ist neu nach Jackson gezogen und stellt Minny als Haushälterin ein. Celia kann keinen eigenen Haushalt führen und auch nicht kochen. Ihr Mann Johnny soll nicht erfahren, dass sie Minny angestellt hat. Celia erlitt mehrere Fehlgeburten, die sie ebenfalls ihrem Mann verschweigt.
- Elizabeth Leefolt

Sie ist mit Hilly und Skeeter befreundet und Arbeitgeberin von Aibileen. Sie ist stark beeinflusst von Hilly. Elizabeth hat Schwierigkeiten, eine mütterliche Beziehung zu ihrer Tochter Mae Mobley aufzubauen, weshalb sich Aibileen besonders um Mae Mobley kümmert. Später bekommt sie noch einen Sohn namens Ross.
- Charlotte Phelan

Fordernde und herrische Mutter von Skeeter. Sie leidet an Magenkrebs, hat sich aber nicht damit abgefunden zu sterben. Skeeter war es nie möglich, die hohen Erwartungen und Wünsche ihrer Mutter zu erfüllen.
- Stuart Whitworth

Hilly vermittelt ein Date zwischen Stuart und Skeeter. Stuart ist Sohn eines Senators. Er ist charmant und nett, als er jedoch von Skeeters Buch erfährt, löst er die Verlobung mit ihr auf.
- Leroy Jackson

Leroy ist Minnys Ehemann. Er ist oft betrunken und dann gewalttätig gegenüber seiner Frau.
- Constantine Bates

War Haushälterin im Hause Phelan. Sie zog Skeeter auf.

## Verfilmung
Der Roman wurde im Jahr 2011 unter dem Titel The Help verfilmt. Octavia Spencer gewann für ihre Darstellung der Minny Jackson den Golden Globe Award und den Oscar als Beste Nebendarstellerin.

## Rechtsstreit
2011 forderte Abilene Cooper, die 12 Jahre als Hausmädchen für den Bruder von Kathryn Stockett gearbeitet hatte, eine Entschädigung in Höhe von 75.000 US-Dollar, weil ihre Lebensgeschichte ungefragt als Vorbild für die Romanfigur Aibileen Clark verwendet worden sei. Die Klage wurde von einem Richter in Mississippi abgewiesen, weil sie nicht fristgerecht eingereicht worden war.

## Buchausgaben
- Gute Geister. Aus dem Engl. von Cornelia Holfelder-von der Tann. btb, München 2011, ISBN 978-3-442-75240-9.
- als E-Book: Verlag E-Books der Verlagsgruppe Random House, München 2011, ISBN 978-3-641-05940-8.